# Opération Keyhole

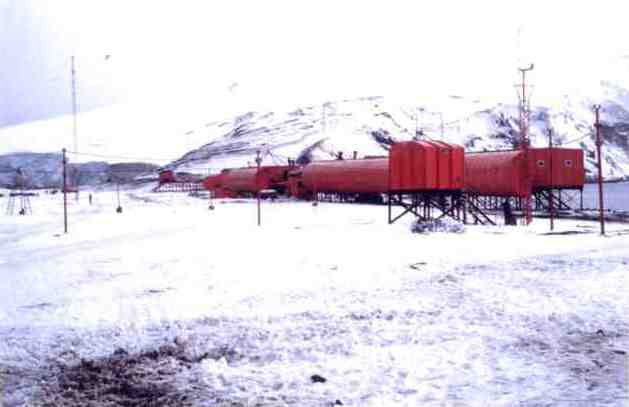
La Base Corbeta Uruguay sur l'île Thule en 1981

L’opération Keyhole est une opération des forces spéciales britanniques sur l'île Thule dans les îles Sandwich du Sud pendant l'opération Corporate, dans le cadre de la guerre des Malouines. L'opération se déroule les 19 et 20 juin 1982. Dix prisonniers (un civil et neuf personnels militaires) sont évacués à bord du tanker RFA Olmeda (en), accompagné par le HMS Yarmouth, en direction de la Géorgie du Sud. La base argentine Uruguay est fermée et les bâtiments sont scellés de façon à les rendre étanches. Les autres navires de l'opération Keyhole (le HMS Endurance et le MS Salvageman) suivent peu après et atteignent la baie de Cumberland Est le 24 juin 1982. Aucune victime ni blessé n'est à déplorer de part et d'autre. 
Une équipe des Royal Marines débarque en secret sur l'île Thule Island afin d'observer les activités des Argentins. Les conditions météorologiques sont alors extrêmes sur l'île, avec une température de l'air de −20 °C et un vent soufflant à près de 100 km/h, soit une température ressentie de −52 °C. Sous la menace des Royal Marines débarqués sur l'île et des navires croisant au large et de plusieurs hélicoptères survolant la base argentine, un drapeau blanc est hissé par les Argentins. L'équipage du HMS Endurance qui avait été contraint d'abaisser l'Union Jack en Géorgie du Sud le 3 avril pouvait désormais faire hisser ce drapeau sur l'île Thule.